# وادنا، ساسکاچوان
وادنا، ساسکاچوان (به انگلیسی: Wadena, Saskatchewan) یک منطقهٔ مسکونی در کانادا است که در ساسکاچوان واقع شده‌است. وادنا ۲٫۹۱ کیلومتر مربع مساحت و ۱٬۳۰۶ نفر جمعیت دارد.